# Prevención primaria
La prevención primaria, en medicina, se aplica eliminando los factores que puedan causar lesiones, antes de que sean efectivos. La intervención tiene lugar antes de que se produzca la enfermedad, siendo su objetivo principal el impedir o retrasar la aparición de la misma.

## Concepto
| Tipos de prevención | Tipos de prevención | Tipos de prevención | Visión del médico                                             | Visión del médico                                            |
| Tipos de prevención | Tipos de prevención | Tipos de prevención | Enfermedad                                                    |                                                              |
| Tipos de prevención | Tipos de prevención | Tipos de prevención | ausente                                                       | presente                                                     |
| Visión del paciente | Enfermar            | ausente             | Prevención primaria (enfermar ausente enfermedad ausente)     | Prevención secundaria (enfermar ausente enfermedad presente) |
| Visión del paciente | Enfermar            | presente            | Prevención cuaternaria (enfermar presente enfermedad ausente) | Prevención terciaria (enfermar presente enfermedad presente) |

- Idea principal: Eliminación de las causas.
- Objetivo: disminuir la incidencia.
- Aplicación: en el período prepatogénico (antes del inicio de los estímulos inducidos por los factores etiológicos que provocan la enfermedad).

En epidemiología mediante la investigación etiológica se identifican los determinantes de un proceso, y se concretan las intervenciones para su prevención. Antes de que una intervención se considere eficaz y pueda generalizarse, es necesario realizar estudios en los que se demuestre su eficacia.
En la clínica son el conjunto de actuaciones dirigidas a impedir la aparición o disminuir la probabilidad de padecer una enfermedad determinada.

## Tipos de intervenciones
- La promoción de la salud está dirigida a las personas. Es el fomento y defensa de la salud de la población mediante acciones que inciden sobre los individuos de una comunidad; por ejemplo, las campañas antitabaco para prevenir el cáncer de pulmón y otras enfermedades asociadas al tabaco.

- La protección de la salud se realiza sobre el medio ambiente. Como por ejemplo la sanidad ambiental y la higiene alimentaria. Las actividades de promoción y protección de la salud que inciden sobre el medio ambiente no las ejecuta el médico ni el enfermero, sino otros profesionales de la salud pública, mientras que la vacunación sí las realiza el médico o el enfermero.

Según la OMS, uno de los instrumentos de la promoción de la salud y de la acción preventiva es la educación para la salud, que aborda además de la transmisión de la información, el fomento de la motivación, las habilidades personales y la autoestima, necesarias para adoptar medidas destinadas a mejorar la salud. La educación para la salud incluye no sólo la información relativa a las condiciones sociales, económicas y ambientales subyacentes que influyen en la salud, sino también la que se refiere a los factores y comportamientos de riesgo, además del uso del sistema de asistencia sanitario.

## Actividades
La prevención primaria son un conjunto de actividades sanitarias realizadas por el personal sanitario, por la comunidad o por los gobiernos antes de que aparezca una determinada enfermedad.
- La vacunación o inmunización

- La fluoración de las aguas

- La enseñanza o el consejo del cepillado dental

- La quimioprofilaxis, que consiste en la administración de fármacos para prevenir enfermedades; por ejemplo, la prescripción de ácido fólico en mujeres fértiles que planean embarazarse para prevenir la espina bífida en los recién nacidos; o la administración de yodo en alimentos como la sal para prevenir el hipotiroidismo.

### Búsquedas bibliográficas
- Descriptor MeSH: Primary+Prevention (en inglés)

- PubMed: Primary Prevention

- Google libros: Prevención primaria

- Google académico: Prevención primaria